# Biała Rawska
Biała Rawska è una città di 3 233 abitanti della Polonia, situata nel voivodato di Łódź e nel distretto di Rawa; di cui è la seconda città per popolazione dopo Rawa Mazowiecka.

## Geografia fisica
Biała Rawska si trova al confine con il voivodato della Masovia, e confina con i comuni di Błędów, Kowiesy, Mszczonów, Nowy Kawęczyn, Rawa Mazowiecka, Regnów e Sadkowice.
Il comune conta, oltre al capoluogo, 58 frazioni:
Aleksandrów, Antoninów, Babsk, Biała Wieś, Białogórne, Błażejewice, Bronisławów, Byki, Chodnów, Chrząszczew, Chrząszczewek, Dańków, Franklin, Franopol, Galiny, Gołyń, Gośliny, Grzymkowice, Janów, Jelitów, Józefów, Konstantynów, Koprzywna, Krukówka, Lesiew, Marchaty, Marianów, Narty, Niemirowice, Orla Góra, Ossa, Pachy, Pągów, Podlesie, Podsędkowice, Porady Górne, Przyłuski, Rokszyce, Rosławowice, Rzeczków, Słupce, Stanisławów, Stara Wieś, Studzianek, Szczuki, Szwejki Małe, Teodozjów, Teresin, Tuniki, Wilcze Piętki, Wola-Chojnata, Wólka Babska, Wólka Lesiewska, Zakrzew, Zofianów, Zofiów, Żurawia e Żurawka.

## Storia
Le prime notizie riguardanti il paese risalgono al 1295.